# 孟仁操
孟仁操（10世纪919年后—986年），中國五代十国時代人物，后蜀高祖孟知祥的儿子，孟昶的弟弟。
开始担任右领军将军同正。广政十三年（950年），封为嘉王、检校太傅，二十年（957年），领永宁军节度使。与后主孟昶在栀子园射箭，孟仁操连中靶心三次。二十四年（961年），加检校太尉。他研究佛教禅理。北宋灭后蜀，宋太祖命他为右监卫上将军。后转任右龙武统军。雍熙三年（986年）孟仁操去世。